# Vulkan (glazbeni sastav)
Vulkan, hrvatski rock sastav iz Zagreba. Nastao je od sastava Trix (3x) koji je djelovao sredinom 1990-ih. Članovi su iskusni glazbenici iz poznatih sastava. Bas-gitarist Zlatan Ćehić je dugo je surađivao s Mladenom Vojičićem Tifom kroz više sastava (Paradox, TOP, Divlje jagode) i ostvario karijeru u filmskoj postprodukciji. Dobio je 2014. godine nagradu Mega Muzika Fender Roland. Gitarist Mario Zidar je svirao u Fantomima, Tabasco bandu, Hard Timeu i bio je u standardnoj postavi Prljavog kazališta. Bubnjar Robert Jurčec Muha svirao je u Legiji, Drugom načinu, surađivao s Nikad dosta, Glasnicima nade, Divljim jagodama, svirao u Coverkill - Motröhead tribute bandu (kao bas-gitarist), bubnjeve u Puzzle blues bandu i Rockheadsima.

## Diskografija
Godine 2014. objavili su album Vulkan.

## Vanjske poveznice
- Vulkan